# Helminthosporium delicatulum
Helminthosporium delicatulum är en svampart som beskrevs av Berk. 1850. Helminthosporium delicatulum ingår i släktet Helminthosporium och familjen Massarinaceae.   Inga underarter finns listade i Catalogue of Life.